# Eugerdella polita
Eugerdella polita är en kräftdjursart som först beskrevs av Hansen 1916.  Eugerdella polita ingår i släktet Eugerdella och familjen Desmosomatidae. Inga underarter finns listade i Catalogue of Life.